# Kövirózsa

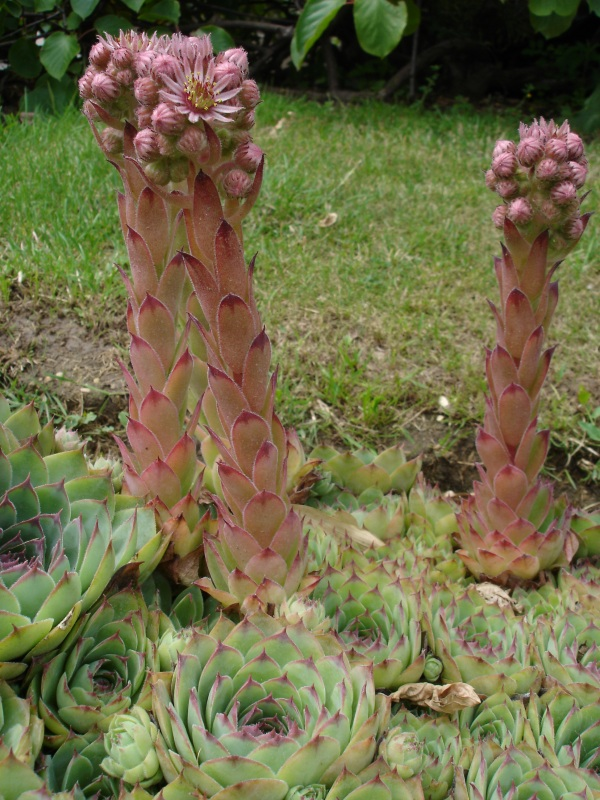
Fali kövirózsa (Sempervivum tectorum) virágai

A kövirózsa (Sempervivum) a kőtörőfű-virágúak (Saxifragales) rendjébe, ezen belül a varjúhájfélék (Crassulaceae) családjába és a fáskövirózsa-formák (Sempervivoideae) alcsaládjába tartozó nemzetség.
Magyarországon két fajuk honos, mindkettő védett.

## Előfordulásuk, élőhelyük
Főleg Európában gyakori; jellegzetes levélrózsái többnyire a hegyvidékek sziklás, napos lejtőin tűnnek fel. A karsztsziklagyep egyik jellegzetes növénye. További elterjedési területei Marokkó, Törökország, Irán és a Himalája nyugati hegységei.

## Megjelenésük, felépítésük
Pozsgás (levélszukkulens) évelő, sok sarjat nevelő, talajtakaró vagy párnás. Tőrózsában növő levelei változatos méretűek; csúcsuk a fajtól függően tompa vagy hegyes; a színük zöld, kékes vagy pirosas.
Kétivarú, aktinomorf virágai vastag, pozsgás levelekkel vagy pikkelylevelekkel borított száron a kifejlett tőlevélrózsák közepéből emelkednek ki, és annak csúcsán, bogernyővirágzatban nyílnak a nyári hónapokban. Színük fajonként más és más: többnyire fehér, sárga, rózsaszínű, piros, számtalan árnyalattal. Az elvirágzott tőrózsák elpusztulnak, de az addigra legyökerezett sarjak tovább élnek és áttelelnek. Erre utal a Sempervivum nemzetség – és vele az alcsalád – neve is (semper = mindig, állandóan; vivum = élő, eleven).

## Életmódjuk, termesztésük
Szélsőségesen szárazságtűrő, igénytelen növény. A sok napsütést meghálálja: minél több a fény, annál jobban fejlődik. Csak a pangó vizet nem tűri: olyan helyekről, ahol a víznek nincs lefolyása, könnyen kirothad. A legalkalmasabb számára a kevés humuszt tartalmazó, laza, jó vízáteresztő talaj.

## Felhasználásuk
Az ókorban azt hitték róla, hogy megvédi a házat a villámcsapástól – ezért Iuppiter növényének tartották. E hit utóhatásaként a termesztett kövirózsát mindmáig sokfelé a háztetőkre ültetik.
A sziklakertek elmaradhatatlan növényeiként számos fajt dísznövényként termesztenek. Sok kertészeti változat kapható különböző fantázianeveken. A szárazon hagyott támfalak réseibe is ültethetünk kövirózsákat.
A kövirózsa leveléből kinyert zöldes színű folyadék kiváló gyulladásgátló hatású. Huzat, fülfájás, fogfájás és nyaki nyirokmirigy duzzanatok kezelésére is alkalmas, a levével átitatott vattával dugaszoljuk be a fület éjszakára.